# Обухов, Тимофей Петрович
Тимофей Петрович Обухов (28 декабря 1916 года — 26 сентября 1972 года) — советский военный лётчик, штурман 12-го истребительного авиационного полка 209-й истребительной авиационной дивизии 14-й воздушной армии Волховского фронта, подполковник, Герой Советского Союза (1943).

## Биография
Родился 28 декабря 1916 года в деревне Коровино Венёвского уезда Тульской губернии (ныне Серебряно-Прудского района Московской области) в крестьянской семье. С 8-летнего возраста батрачил, пас скот. Окончил 7 классов в городе Озёры Московской области, затем курсы бухгалтеров. Работал бухгалтером. Одновременно обучался в Озёрском филиале Коломенского аэроклуба, по окончании которого стал работать в нём лётчиком-инструктором.

## Военная служба
В Красной Армии с 1938 года. В 1939 году окончил Энгельсское военное авиационное училище лётчиков, в 1941 году — курсы командиров звеньев.

### Великая Отечественная война
На фронтах Великой Отечественной войны с июня 1941 года. Штурман 12-го истребительного авиационного полка (209-я истребительная авиационная дивизия, 14-я воздушная армия, Волховский фронт) майор Тимофей Обухов к январю 1943 года совершил двести шестьдесят три боевых вылета, в воздушных боях сбил лично десять и в составе группы два самолёта противника.
Указом Президиума Верховного Совета СССР от 1 мая 1943 года за образцовое выполнение боевых заданий командования на фронте борьбы с немецко-фашистским захватчиками и проявленные при этом мужество и героизм майору Обухову Тимофею Петровичу присвоено звание Героя Советского Союза с вручением ордена Ленина и медали «Золотая Звезда» (№ 973).
К 9 мая 1945 года гвардии подполковник Т. П. Обухов выполнил 359 боевых вылетов, в воздушных боях сбил 12 самолётов противника лично и 5 в группе и в паре.
С 13 апреля 1945 года командовал 133-м гвардейским истребительным авиационным полком.

### После войны
После войны продолжал службу в ВВС СССР. В 1950 году окончил Высшие лётно-тактические курсы усовершенствования офицерского состава. С 1953 года — в запасе. Жил в городе Озёры Московской области. Скончался 26 сентября 1972 года. Похоронен в Озёрах на городском кладбище.

## Память
- Именем Героя Обухова Тимофея Петровича названа улица в городе Озёры.

## Награды и звания
- Медаль «Золотая Звезда»;
- орден Ленина;
- два ордена Красного Знамени;
- орден Суворова 3-й степени;
- медали СССР.